# Ainhoa Santamaría
Ainhoa Santamaría Ballesteros (Vitoria, 20 marzo 1980) è un'attrice spagnola di origini basche, vincitrice del Premio Max come miglior attrice non protagonista.

## Biografia
Fin dall'infanzia mostrò interesse per le discipline artistiche, inizialmente in ambito musicale, studiando danza classica al conservatorio José Uruñuela e solfeggio presso il conservatorio Jesús Guridi di Vitoria. Fece parte anche del coro Santa María-Zintzarri.
A 14 anni ebbe un ruolo nel cortometraggio La leyenda de un hombre malo e in seguito nel cortometraggio El invierno de Tornalia, in cui interpretava una strega impegnata in una missione speciale. Esordì in teatro nel 1997 ne La dama sciocca di Lope de Vega, recitando in seguito anche in Nozze di sangue di Federico García Lorca.
A 17 anni si trasferì a Saragozza per studiare storia dell'arte, continuando l'attività teatrale con un gruppo che provava in un magazzino di abbigliamento intimo femminile. Si trasferì in seguito a Madrid per intraprendere definitivamente la carriera di attrice, diplomandosi nel 2005 presso la Real Escuela Superior de Arte Dramático. Durante il periodo di formazione recitò in opere come Lo que dejé por ti, in cui interpretò ruoli molto diversi come quello dell'immigrata e della poliziotta, o Presas, ambientata durante la dittatura franchista, con cui ebbe la possibilità di esibirsi in un grande teatro come la sala Valle-Inclán e che fu il suo primo lavoro come attrice professionista.
All'inizio del 2006 recita in un episodio del telefilm El Comisario e poco dopo nella serie Con dos tacones di TVE, iniziando così la sua carriera come attrice televisiva, continuando comunque a lavorare a teatro in Maniquís, di Ernesto Caballero, Esa Cara per la regia di Pilar Massa e Contracciones sotto la regia di Marta Betoldi. Per la sua interpretazione in Erano tutti miei figli di Arthur Miller nel 2011 venne candidata come miglior attrice non protagonista al premio della Unión de Actores y Actrices.
Per la televisione, recitò in La chica de ayer, Amare per sempre e Águila Roja ma divenne nota presso il grande pubblico in Isabel interpretando il ruolo di Beatriz de Bobadilla, la consigliera e amica intima della regina. Ha preso parte in seguito anche alla serie televisiva comica Ciega a Citas e in alcuni episodi de La casa di carta.
Nel 2014, la situazione delicata in cui si trovano il teatro e in generale il mondo della cultura spinse l'attrice, insieme ad altri colleghi con cui aveva recitato in Eranotutti miei figli, a dar vita a una propria compagnia teatrale, enTRAMAdos Teatro con cui realizzò il progetto Feelgood,, un dramma di Alistair Beaton, candidata ai Premios Max per il miglior spettacolo, la miglior regia e il miglio adattamento.
In seguito, quattro dei componenti di enTRAMAdos, Fran Perea, Javier Márquez, Manuela Velasco y la stessa Ainhoa Santamaría, costituirono la cooperativa Feelgood Teatro, focalizzata sugli autori contemporanei. Fu proprio con la produzione de La estupidez di Rafael Spregelburd da parte di questa compagnia che portò Santamaría a ottenere nel 2017 il suo principale riconoscimento artistico, il premio Max come migliore attrice non protagonista. Nell'estate dello stesso anno le venne assegnato il ruolo della pregonera nelle fiestas de la Blanca di Vitoria-Gasteiz, la sua città natale.
Sempre nel 2017 recitò in Sueño di Andrés Lima, una commedia ispirata ai drammi di Shakespeare. Nel 2018 per la televisione interpreta il ruolo dell'ispettrice che indaga sull'omicidio di Marina nella serie di Netflix Élite.

## Filmografia

### Cinema
- Sin cobertura (2011), regia di Manu Fernández
- La corona partida (2016), regia di Jordi Frades
- Lettera a Franco (Mientras dure la guerra), regia di Alejandro Amenábar (2019)

### Cortometraggi
- La leyenda de un hombre malo (1994), regia di Myriam Ballesteros
- Diente por ojo (2007), regia di Eivind Holmboe

### Televisione
- Suspicious Minds (Ladrones: La tiara de santa Águeda) – serie TV, 6 episodi (2025)

## Teatro
- Esa cara (2009)
- Contracciones (2009)
- Erano tutti miei figli di Arthur Miller (2011)
- Feelgood (2013)
- La estupidez di Rafael Spregelburd (2016)
- Sueño (2017)

## Televisione
- El comisario (Telecinco)
- Con dos tacones (Producciones Bocaboca)
- La chica de ayer (Antena 3)
- Amare per sempre (Diagonal TV. TVE)
- Águila roja (Globomedia. TVE)
- Isabel (Diagonal TV. TVE)
- Ciega a citas (Big Bang. Cuatro)
- La casa di carta (Antena 3)
- Élite (Netflix, 2018-2020)
- Señoras del (H)AMPA (Telecinco)

## Premi e riconoscimenti
- Premios Max 2017: Miglior attrice non protagonista per La estupidez
- Premi Goya 2020: candidata come miglior attrice rivelazione per Mientras dure la guerra[17][18]

## Doppiatrici italiane
Nelle versioni in italiano delle opere in cui ha recitato, Ainhoa Santamaría è stata doppiata da:
- Mattea Serpelloni in Suspicious Minds